# Tang Xiaoyin
Tang Xiaoyin, född 29 april 1985, är en friidrottare från Kina. Hon deltog vid olympiska sommarspelen 2008.